# Dirección General de Fabricaciones Militares
Dirección General de Fabricaciones Militares (DGFM) fue un organismo dependiente del Ministerio de Defensa de Argentina, con competencia en la industria de armas, la minería y el fomento de las industrias afines a sus objetivos.
El 31 de enero de 2019 fue convertida en Fabricaciones Militares (FMSE), una empresa bajo el tipo societario de sociedad del Estado

## Historia
Fue creada por la Ley N.º 12 709 del Congreso de la Nación publicada el 24 de octubre de 1941. La misma reza: «Créase la Dirección General de Fabricaciones Militares que funcionará como entidad autárquica, bajo la dependencia del Ministerio de Guerra (…)» (Ley N.º 12 709, Artículo 1.º).
Fabricaciones Militares fue concebida por el militar e ingeniero Manuel Savio (1892-1948) para actuar como motor de la industria pesada argentina, en coincidencia con la necesidad de proveer al país de los bienes de estas ramas industriales, al cesar su importación a causa de la Segunda Guerra Mundial. 
Creada en 1941 y conducida por Manuel Savio, la DGFM puso en funcionamiento una media docena de fábricas de armas y se asoció al capital privado para constituir una serie de compañías mixtas en los campos minero, químico, siderúrgico, y metalúrgico. Con la terminación de la Segunda Guerra Mundial en Europa, la DFGM planificó una importante expansión de las industrias militares, y en procura de las capacidades técnicas y gerenciales para dirigir estos establecimientos, orientó su atención hacia Europa y sobre todo hacia Alemania. Con la colaboración de diplomáticos argentinos destinados en Suiza y la participación de una unidad de inteligencia especial, la DGFM pudo reclutar varias docenas de ingenieros y científicos alemanes y austríacos y más de cincuenta ingenieros polacos, muchos de los cuales habían combatido a los alemanes en la guerra.
Los planes elaborados por la DGFM bajo la conducción del general Savio contemplaban la creación de una infraestructura de industrias pesadas que pudieran proporcionar los elementos básicos a las fábricas de armas. En junio de 1947, el congreso, de mayoría peronista, votó su autorización para la constitución de una empresa mixta con un capital de cien millones de pesos, de los cuales el 80% sería aportado por el Estado, y se firmó un contrato con una compañía estadounidense. La meta inicial era tener en funcionamiento una acería con una capacidad de producción de 300.000t de hierro y acero. Obstáculos de diverso tipo demoraron el proyecto y la planta, en Punta Argerich (Partido de Ramallo) comenzó a producir acero en 1961, seis años después de que Juan Domingo Perón hubiera sido derrocado. 

#### Los Pulqui
Tras la muerte de Savio fue nombrado Juan Ignacio San Martín, quien tuvo a su cargo el trabajo de Emile Dewoitine, un ingeniero francés que tuvo un rol clave en el desarrollo del Ae. 27 Pulqui I, el avión a reacción más avanzado de su tiempo, y Kurt Tank, diseñador alemán integrado al equipo de desarrollo del Ae. 33 Pulqui II.

#### De 1990 a 2019
El 4 de diciembre de 1991, bajo la presidencia de Carlos Saúl Menem, se sancionó la Ley 24.045 que declaró sujetas a privatización a las fábricas militares de Azul, Fray Luis Beltrán, Río Tercero y Villa María. 
Hacia 2006, la repartición dejó de estar “sujeta a privatización” y pasó de depender del Ministerio de Economía y Producción a hacerlo del Ministerio de Planificación Federal, Inversión Pública y Servicios. Se avanzó en la fabricación de productos e insumos que demandaban las Fuerzas Armadas y de Seguridad, la industria, la minería, entidades deportivas de tiro y recuperó cierta presencia en el mercado regional. La DGFM comenzó a proveer desde 2009 los tipos básicos 7,62 mm (para FAL) y 9 mm (para pistola) para armas portátiles destinadas al entrenamiento anual de las Fuerzas Armadas. La facturación de la Dirección pasó de 78 millones de pesos en 2006 a 125 millones en 2009.
En lo referente a proyectos estratégicos, se firmó  un convenio con el INVAP en 2007 y, atendiendo a las necesidades de la Fuerza Aérea, se desarrolló  del “Radar Primario Argentino 3D de Largo Alcance” (RPA), que es un dispositivo de vigilancia tridimensional que permite realizar tareas de detección, vigilancia, identificación y control en el espacio aéreo, con un radio de cobertura 400 kilómetros.
Entre 2011 y 2015 Fabricaciones Militares, a partir del Plan Estratégico 2012-2016, creció de forma significativa en inversiones, producción y ventas y desarrolló nuevos proyectos, productos, plantas y líneas de producción.
Con base en las cuatro fábricas existentes se impulsaron cinco unidades de negocios, centradas tanto en la demanda militar como civil: Defensa y Seguridad; Minería y petróleo; Químicos y fertilizantes; Metalmecánica y transporte; y Energía. La estrategia de negocios se basó en desarrollar actividades que, a partir de la demanda militar, tuvieran asimismo impacto en el mercado civil. Por otra parte, Fabricaciones Militares atravesó un proceso de reestructuración integral y de modernización en cada una de sus áreas.
En 2011 se firmó un acuerdo para la producción de seis radares para la Fuerza Aérea Argentina y se inauguró un primer subproducto con menos funcionalidades en Santiago del Estero llamado RAME.
En 2010 el Ministerio de Defensa creó por Resolución N.º 1.484/2010 el proyecto SARA (Sistema Aéreo Robótico Argentino), cuyo contrato se firmó en el 10 de diciembre de 2014 entre el Ministerio de Defensa y la empresa INVAP y contó con la participación de FAdeA y Fabricaciones Militares.
En 2013 la DGFM desarrolló por primera vez  los llamados “chalecos multiamenaza” RB2 y RB3 con protección antibala y anti punzante, de diseño propio, en la fábrica «Fray Luis Beltrán», provincia de Buenos Aires. Mediante un convenio con el Consejo Federal de Seguridad, en 2014 abasteció a las fuerzas policiales y de seguridad federales y a la policía de once provincias.
En 2014, tras más de 60 años sin inaugurar ninguna fábrica, se construyó una nueva fábrica de explosivos en San José de Jáchal en San Juan con el objetivo de incrementar su participación como proveedor de servicios y explosivos para la minería. Ese mismo año se inauguró el primer Radar Primario 3D de Largo Alcance en Las Lomitas, Formosa, que aumentaron a cinco hacia finales de 2015.
En lo que respecta a cohetería y tecnología misilística, se  desarrollaron y fabricaron en conjunto con el CITEDEF  lanzacohetes Múltiples, cuatro de ellos entregados al Ejército Argentino en 2012, un sistema superficie-superficie adaptable tanto para lanzar cohetes de material compuesto CP-30 de 30 km de alcance, como cohetes “Pampero” de 105 mm y alcance mayor a 10 kilómetros. También se produjeron coheteras Yaguareté de aire-superficie para cohetes Pampero, que se volvieron a fabricar en alianza con un proveedor privado argentino en 2014, y que fueron entregadas al Ejército Argentino al año siguiente.
En junio de 2015 se inauguró la planta de Vagones Argentinos de Fabricaciones Militares para producir vagones de diseño propio adaptados al sistema ferroviario argentino. Se firmó un acuerdo con el Belgrano Cargas para construir 1050 vagones.
En lo que respecta a municiones de grueso calibre, hubo varios proyectos de desarrollo de munición de 105mm, del proyectil inteligente MU-GAP (Munición Guiada de Precisión Argentina), proyectiles de mortero y  munición previamente desmilitarizada, tanto para el Ejército Argentino como para la Armada Argentina.
En municiones de bajo calibre, se instalaron nuevas líneas de producción de municiones de 9mm y de 7,62 mm en la fábrica de Fray Luis Beltrán.
En 2015, en la fábrica de Río Tercero se desarrolló junto al CITEDEF una modernización de cañones del Ejército CITER II que se llamó CITER III que mejoró su desempeño al reducir de diez a seis el número de soldados requeridos para su manejo.
En 2015 también se sancionó la Ley 27.141 que impide que las Fábricas Militares sean privatizadas por decreto y aseguró el carácter estatal de las cinco unidades productivas que hoy producen una amplia variedad de insumos para el ámbito militar y civil.
En 2016, durante el gobierno de Mauricio Macri, la DGFM inició un período de reducción en el que se cancelaron proyectos, se despidió personal calificado y se cerró la fábrica de la localidad de Azul, que era de las pocas de Sudamérica que producía TNT.
Esta etapa estuvo también caracterizada por la inestabilidad institucional, ya que hubo tres interventores o presidentes en 4 años de gobierno, contra uno durante los 4 años anteriores.
El inicio de esta etapa estuvo a cargo de Héctor Lostri, Secretario de Investigación, Política Industrial y Producción para la Defensa desde diciembre de 2015. Lostri, venía de diversas polémicas en su paso anterior por la gestión pública en el gobierno de la Ciudad Autónoma de Buenos Aires, donde había asumido en el marco de un proceso judicial, en el que para evitar ir a juicio por conflicto de intereses, solicitó la realización de trabajos comunitarios. Esa probation se cumplió en mayo de 2007. Lostri cumplió tareas en la escuela CENS N.º 452, de San Isidro, un establecimiento nocturno para adultos.
En 2016, tras la asunción de un nuevo gobierno de Mauricio Macri se dio inicio a una serie de despidos. Unos 140 empleados de Fabricaciones Militares fueron llevados a la puerta para informarles que habían sido despedidos sin previo aviso. Las autoridades recortaron el 35 por ciento del plantel de la fábrica, debiendo los empleados hacer fila para saber si habían sido cesanteados o no. En segundo lugar, realizó una serie de denuncias públicas contra la administración saliente, que involucró a diversos funcionarios, entre ellos al Interventor de la DGFM entre 2011 y 2015, Santiago Rodríguez, y la Jefa de Gabinete, Bárbara Grané, que fueron desestimadas por el Poder Judicial al dictar su sobreseimiento.
Lostri fue desplazado en 2017 en el marco de un nuevo escándalo, el de una compra directa de 15 mil pistolas por casi  5 millones de euros, denunciada en ese entonces por irregularidades en el trámite y sobreprecios. Esta compra directa de pistolas importadas, provocó la reacción de la industria nacional y llevó a una denuncia por parte de Bersa S.A, la principal empresa productora y exportadora de armas livianas de Argentina, que exportaba el 80% de su producción a Estados Unidos, quien advertía en el expediente sobre “una compra directa por especialidad injustificada de un modelo específico a un proveedor único, habiendo opciones tanto en el mercado nacional como el internacional”.
Esta denuncia sería investigada por la Procuración de Investigaciones Administrativa (PIA), quien por medio de su titular, el Fiscal General Sergio Rodríguez, presentó una denuncia penal contra Lostri y otros funcionarios en diciembre de 2021, que recayó en el Juzgado Federal N°4 de la Ciudad Autónoma de Buenos Aires bajo el número de expediente CFP7844/2021, con la intervención de la Fiscalía Federal n.º 4. La investigación de la PIA concluyó que la compra omitió los requisitos exigidos, incluyendo un proceso de selección de oferentes, y se materializó en un pago por anticipado y con sobreprecios de un 52% y que se celebró un memorándum de entendimiento en el cual no sólo se simuló que se iba a transferir la licencia de fabricación y comercialización de un sistema de armas portátiles, que incluía la transferencia de tecnología, capacitación y equipamiento, sino que para ello se contrató a la firma Fabbrica D’Armi Pietro Beretta S.p.A. como si fuera un Estado extranjero. La Procuraduría denunció las presuntas negociaciones incompatibles por parte de distintas autoridades de la ex DGFM.
En julio de 2017 el radical Julio Martínez, abandonó la gestión marcada por la denuncia de una millonaria compra de armamento a EE. UU.
En 2018, Fabricaciones entregó fusiles FAL modernizados al Ejército Argentino, en el marco de un convenio entre la Dirección General de Fabricaciones Militares y el Ejército Argentino. Los trabajos fueron desarrollados por la Fábrica Militar Fray Luis Beltrán.
Por el Decreto 104/2019 del presidente Mauricio Macri, fechado el 31 de enero de 2019 y publicado el 1 de febrero del mismo año, la Dirección General de Fabricaciones Militares fue convertida en «Fabricaciones Militares Sociedad del Estado». De este modo, FM pasó a estar regulada por la Ley N.º 20 705 (Sociedad del Estado).

## Establecimientos
Su actividad productiva se concentró en tres fábricas ubicadas estratégicamente en diferentes puntos del país: la Fábrica Militar Fray Luis Beltrán, ubicada en la provincia de Santa Fe, cuenta con capacidad para la producción de armamento y municiones; la Fábrica Militar Río Tercero, ubicada en la provincia de Córdoba, posee plantas dedicadas a la industria metalmecánica y a la industria química; la Fábrica Militar Villa María, ubicada también en Córdoba, se especializa en pólvoras y explosivos.
A ellas se sumaba el Centro de Servicios Mineros Jáchal, ubicado en la provincia de San Juan

## Productos destacados

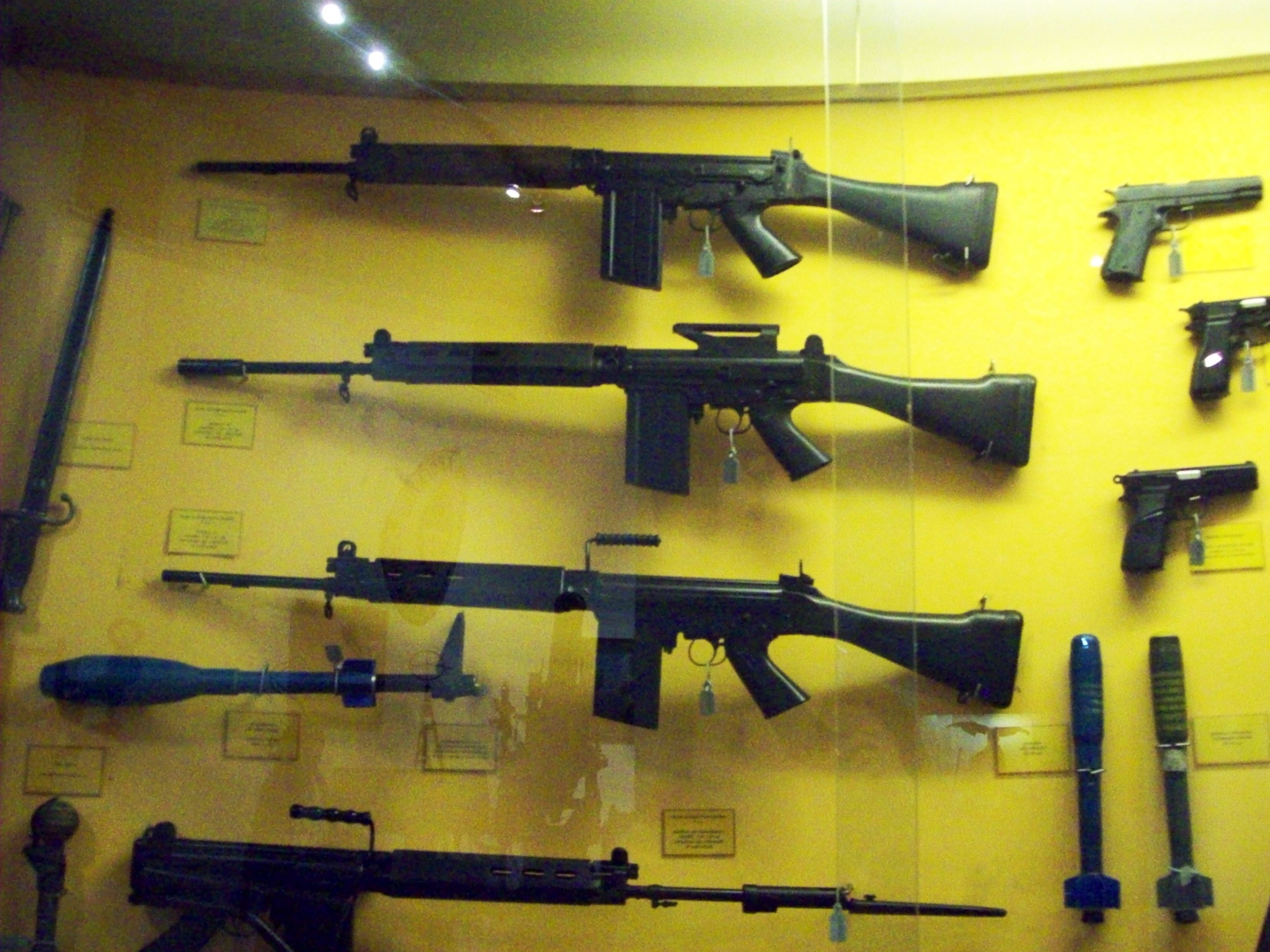
Fusiles FN FAL producidos en la exfábrica Militar de Armas Portátiles, Rosario, Argentina, exhibidas en el Museo de Armas de la Nación.

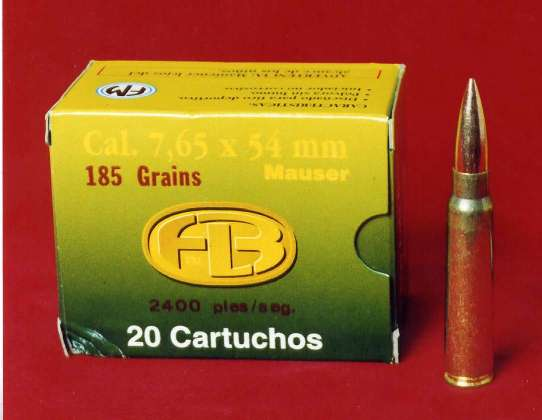
7,65 × 53 mm DGFM.

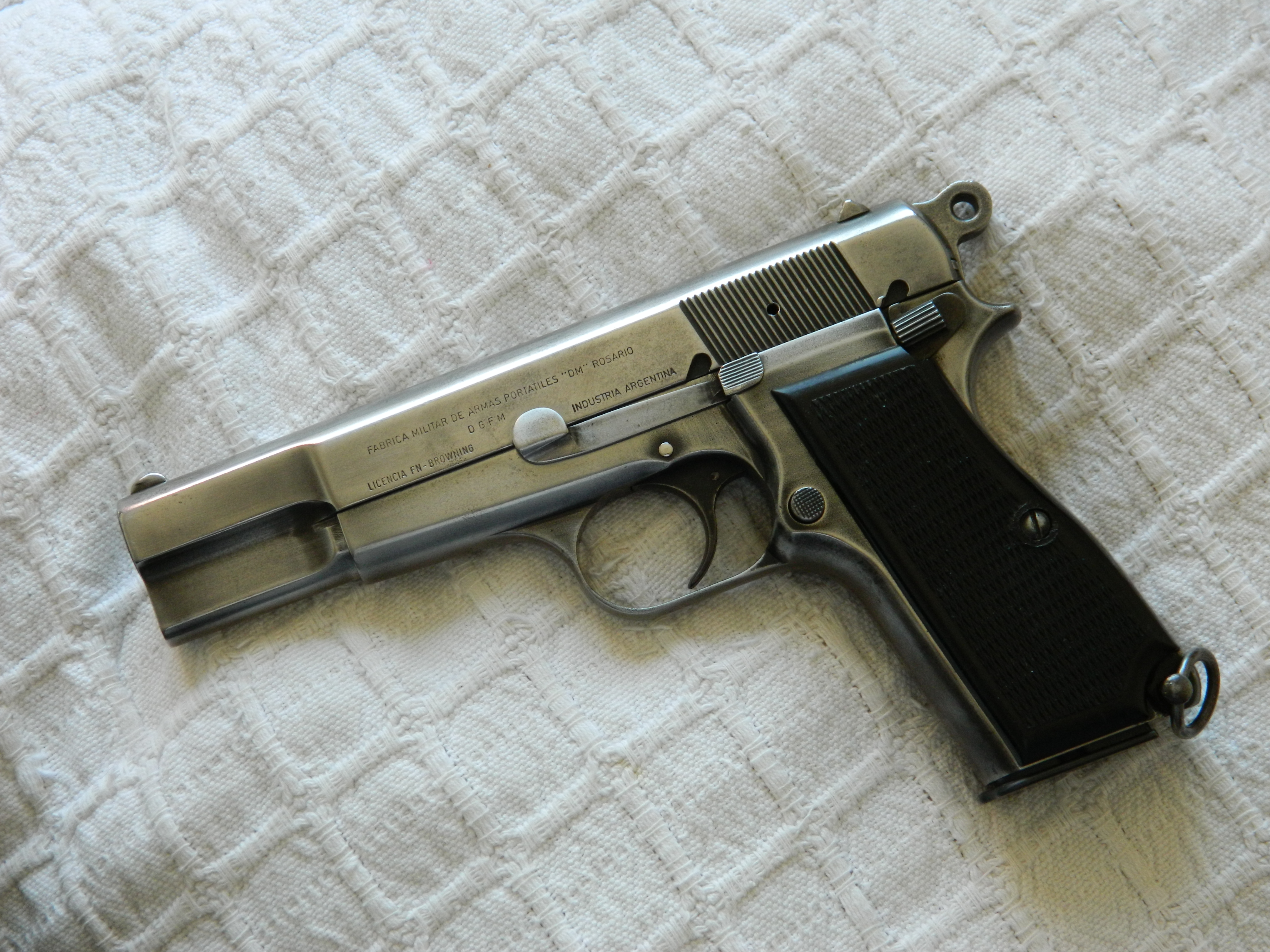
Pistola FN Browning GP-35 fabricada por DGFM.

Fabricaciones Militares participaba en la creación del primer tanque argentino Nahuel DL-43. Así, aquí por el coronel Alfredo Aquiles Baisi, en 1942, eran comenzados los trabajos de la creación del tanque medio con un cañón de setenta y cinco milímetros. Además de la DGFM, en el trabajo participaban cerca de ochenta firmas. DGFM —Fábrica Militar Río Tercero— participaba en el repotenciación de los tanques M4 Sherman. Asimismo, en la empresa se fabricaba bajo licencia la ametralladora belga FN MAG. Fue exportada a Bolivia.
- Productos químicos: ácido nítrico, ácido sulfúrico, nitrato de amonio, éter.
- Productos metalmecánicos: equipamiento ferroviario, equipamiento minero, pedestales para radares, partes de vehículos blindados, reparación de puentes.
- Municiones: calibres menores y gruesos (incluyendo cartuchos de escopetas) para las Fuerzas Armadas y de Seguridad; y, para el mercado civil, y munición de artillería.
- Chalecos antibalas y balísticos.
- Servicios de desmilitarización y refabricación de municiones de artillería.
- Armamento militar y civil.
- Artillería.
- Explosivos: TNT, DNT, nitroglicerina (para uso medicinal), Mastermix, emulsiones explosivas, gelamones, boosters, agentes de voladura, pólvoras y sus insumos.
- Tecnología de alta complejidad: radares primarios 3D de largo alcance.

### Armas portátiles
- Sistema Colt Modelo 1927
- Subfusil M3 (bajo licencia)[54]
- FN Browning GP-35 (bajo licencia)
- FN FAL (bajo licencia)
- FN MAG (bajo licencia)
- FMK-3
- FARA 83
- FM Modelo Deportivo calibre .22 LR

### Artillería
- Mortero FM 60 mm
- Mortero FM 81 mm
- Mortero FM 120 mm LR
- Cañón de 155 mm L 33 Modelo Argentino
- Cañón de 155 mm L 45 CALA 30
- Cañón sin retroceso Modelo 1968
- Lanzacohetes múltiple CP-30
- Cañón de tanque Royal Ordnance L7 (bajo licencia)

### Municiones
- 7,62 × 51 mm OTAN
- 7,65 × 53 mm Mauser
- 9 × 19 mm Parabellum
- 9 × 17 mm Corto
- .38 Special
- .357 Magnum
- .45 ACP
- .40 S&W
- .32 S&W
- .22 LR
- .22 Corto
- 12/70

### Productos metalmecánicos
- Unidad eléctrica Toshiba (Línea Roca) (bajo licencia)

### Primer televisor argentino
En 1952, a pedido del gobierno nacional, el Laboratorio de Electrónica de Fabricaciones Militares desarrolló el primer televisor de la Argentina, cuyo prototipo fue denominado FM Evita, en homenaje a Eva Duarte de Perón. En 1954 se creó el Instituto de Investigaciones Científicas y Técnicas de las Fuerzas Armadas (CITEFA), que comenzó con la producción de cinco mil televisores, de los cuales el primero de ellos fue instalado al presidente Juan Domingo Perón en su residencia. Se llegaron a producir entre 12 y 13 mil equipos, destacándose por su bajo precio en comparación a los televisores importados.

## Fábrica Militar de Pólvoras y Explosivos Azul

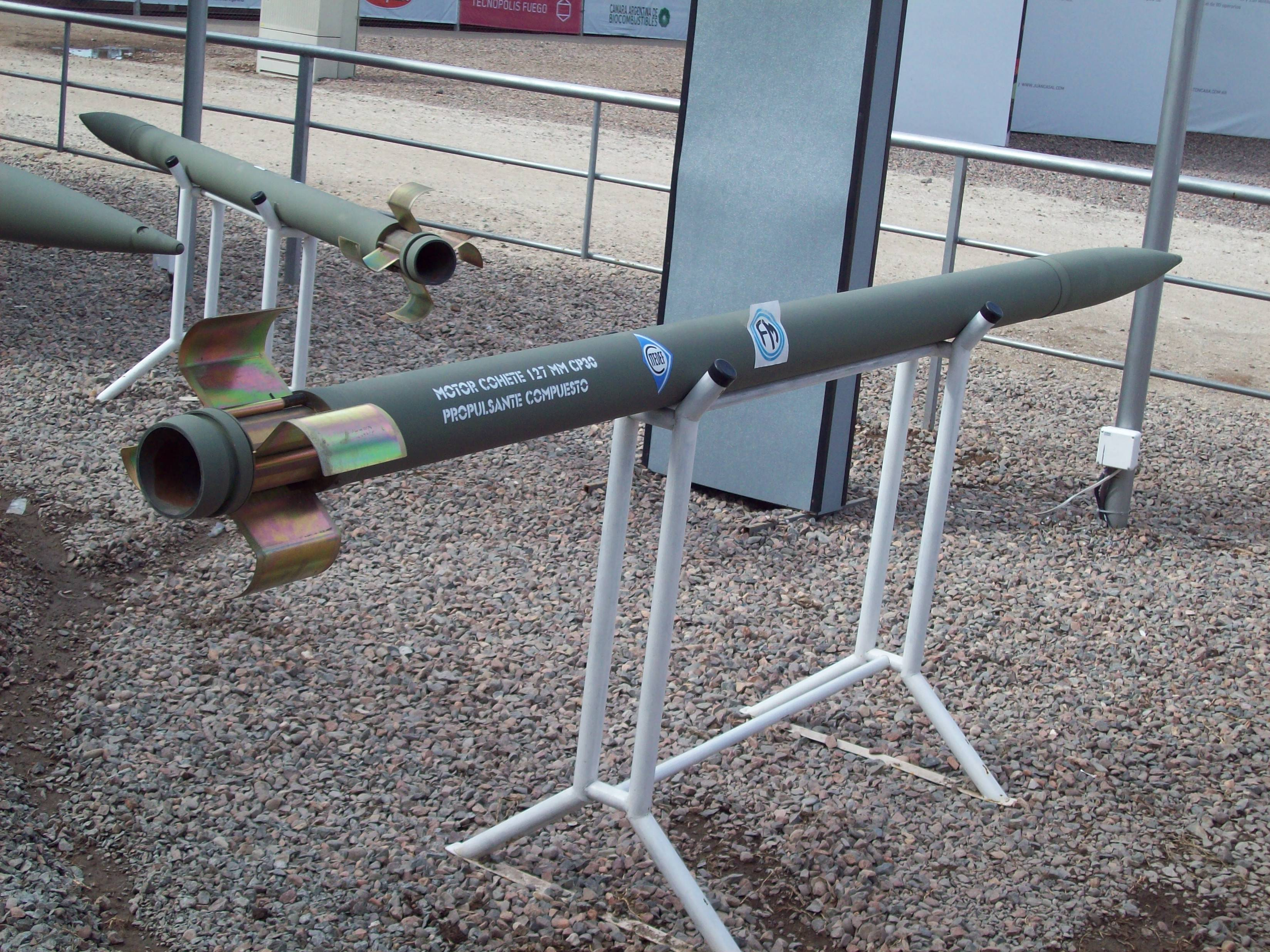
Cohete de 127 mm CITEDEF-DGFM para lanzacohetes múltiple CP-30, en Tecnópolis.

Principales producciones y servicios:
- Trinitrotolueno - Trotyl.
- Dinitrotolueno.
- Carga de granadas y artefactos explosivos.
- Desmilitarización.
- Servicios para la minería.
- Explosivos de uso personal.
- Capacitación.

En diciembre de 2017 se decidió no renovar contrato a más de 200 trabajadores de FANAZUL en precariedad. Esto podría significar el cierre de la única fábrica capaz de producir explosivos TNT en toda América Latina.

## Nuevo Centro de Servicios Mineros
En 2014 se inauguró durante la presidencia de Cristina Fernández de Kirchner la primera unidad productiva de la empresa construida en más de medio siglo, el Centro de servicios mineros, ubicada en el municipio San José de Jáchal, provincia de San Juan, situado en el epicentro de los emprendimientos mineros de la región y con gran potencial de crecimiento. Esta nueva unidad productiva y de servicios apunta a potenciar el crecimiento de estas actividades económicas, promoviendo la agregación de valor local y el aprovechamiento de los recursos naturales en forma sustentable. La fábrica fue inaugurada el 23 de junio y fue la primera unidad productiva de la empresa construida en más de medio siglo. Fue la quinta y más nueva sede productiva de Fabricaciones Militares.